# بیشاپ دبلیو. پرکینز
بیشاپ والدن پرکینز (به انگلیسی: Bishop Walden Perkins) سناتور سابق عضو حزب جمهوری‌خواه ایالات متحده آمریکا بود. وی در سال ۱۸۹۲ تا ۱۸۹۳ میلادی سناتور ایالت کانزاس در سنای ایالات متحده آمریکا بود.